# Pseuderanthemum haikangense
Pseuderanthemum haikangense är en akantusväxtart som beskrevs av Cheng Yih Wu och H.S. Lo. Pseuderanthemum haikangense ingår i släktet Pseuderanthemum och familjen akantusväxter. Inga underarter finns listade i Catalogue of Life.